# Лозове (Хмельницький район)
Лозове́ (колишня Торфорозробка) — селище в Україні, у Деражнянській міській громаді Хмельницького району Хмельницької області. Селище розташоване біля залізничної станції Коржівці на лінії Жмеринка — Гречани. Засноване в 1929 році на місці видобутку торфу. Статус смт, як і назву Лозове отримало в 1949 році. 1962 року місто Хмельницький разом із смт Лозове віднесено у відання Хмельницької обласної ради. Статус селища має від 2024 року. До старостинського округу, центром якого є Лозове, належать також Красносілка та Коржівці.

## Розташування
Сусідні населені пункти:
Частина селища (верхня дільниця ДП «Поділляторф», колишня вул. Пролетарська) була значно відокремлена від основної частини Лозового і знаходилась у безпосередній близькості до села Богданівці. Остаточно у 2010-х її приєднано до Богданівець.

## Символіка
Символами селища є герб та прапор, затверджені рішенням селищної ради 22 вересня 2011 року. Автором обох символів є І. Д. Янушкевич. Квадратне полотнище прапора складається з трьох рівновеликих горизонтальних смуг — синьої, зеленої та чорної. На верхній смузі — жовте сонце, на перетині нижніх двох — жовті полум'я та квітка.
Щит герба багаторазово перетятий зеленим і чорним і має лазурове вістря з срібною нитяною облямівкою. На вістрі срібний штангенциркуль в пояс, над яким золоте сонце. Вістря супроводжується справа вгорі золотим полум'ям, зліва вгорі золотою квіткою. Щит обрамований декоративним картушем та увінчаний срібною міською короною з трьома вежками.

## Лозівський інструментальний завод
Передісторія заводу почалась із механічних майстерень, які обслуговували місцеве торфопідприємство. На їх базі у 1961 році виник механічний завод, який спеціалізувався на виготовленні зажимного допоміжного інструменту для металоріжучих верстатів. Першою продукцією підприємства стали перехідні втулки КМ 2/1 — 5/4, обертові верстатні центри КМ № 2 — 5 та свердлувальні патрони ІПС-13. З 1 квітня 1964 року завод перейменували на Хмельницький Інструментальний завод. У 1960-1970-ті роки підприємство значно розрослось, на ньому було розширено асортимент продукції.
У 1986 році підприємство було запрошене Міжнародною організацією якості на конференцію в Женеву з метою вручення йому призу «За найкращу якість», як переможцю конкурсу Мінверстатопрому СРСР.
У 1990-х роках на заводі відбувся значний спад виробництва, накопичилась заборгованість із виплат зарплат та податків, скорочувався персонал. Частину устаткування було розпродано. Перший прибуток підприємство змогло отримати лише у 2003 році.
Наразі ВАТ «Лозівський інструментальний завод» поступово відновлює виробництво, його продукція продається в Україні та експортується за кордон.
З 2014 року на заводі виготовлялися буржуйки для українських військових, залучених в АТО.
12 червня 2020 року, відповідно до розпорядження Кабінету Міністрів України № 727-р «Про визначення адміністративних центрів та затвердження територій територіальних громад Хмельницької області», увійшло до складу Деражнянської міської громади.
19 липня 2020 року, в результаті адміністративно-територіальної реформи та ліквідації Деражнянського району, село увійшло до складу Хмельницького району.

## Соціальна інфраструктура
В селищі працюють загальноосвітня школа І-ІІІ ступенів, дитячий садок «Веселка», бібліотека, поштове відділення, будинок побуту, ательє, музична школа, лікарська амбулаторія, два кафе. Діє хоровий колектив «Лозівчанка».
Збудована Свято-Володимирська церква — священик Володимир Ковальчук (належить до УПЦ МП).
Крім того, у Лозовому діють млин, перукарня, швейна, аптека, низка магазинів та пожежна частина з одним пожежним автомобілем.
У селищі створено аматорську футбольну команду «Лідер».

## Пам'ятки історії

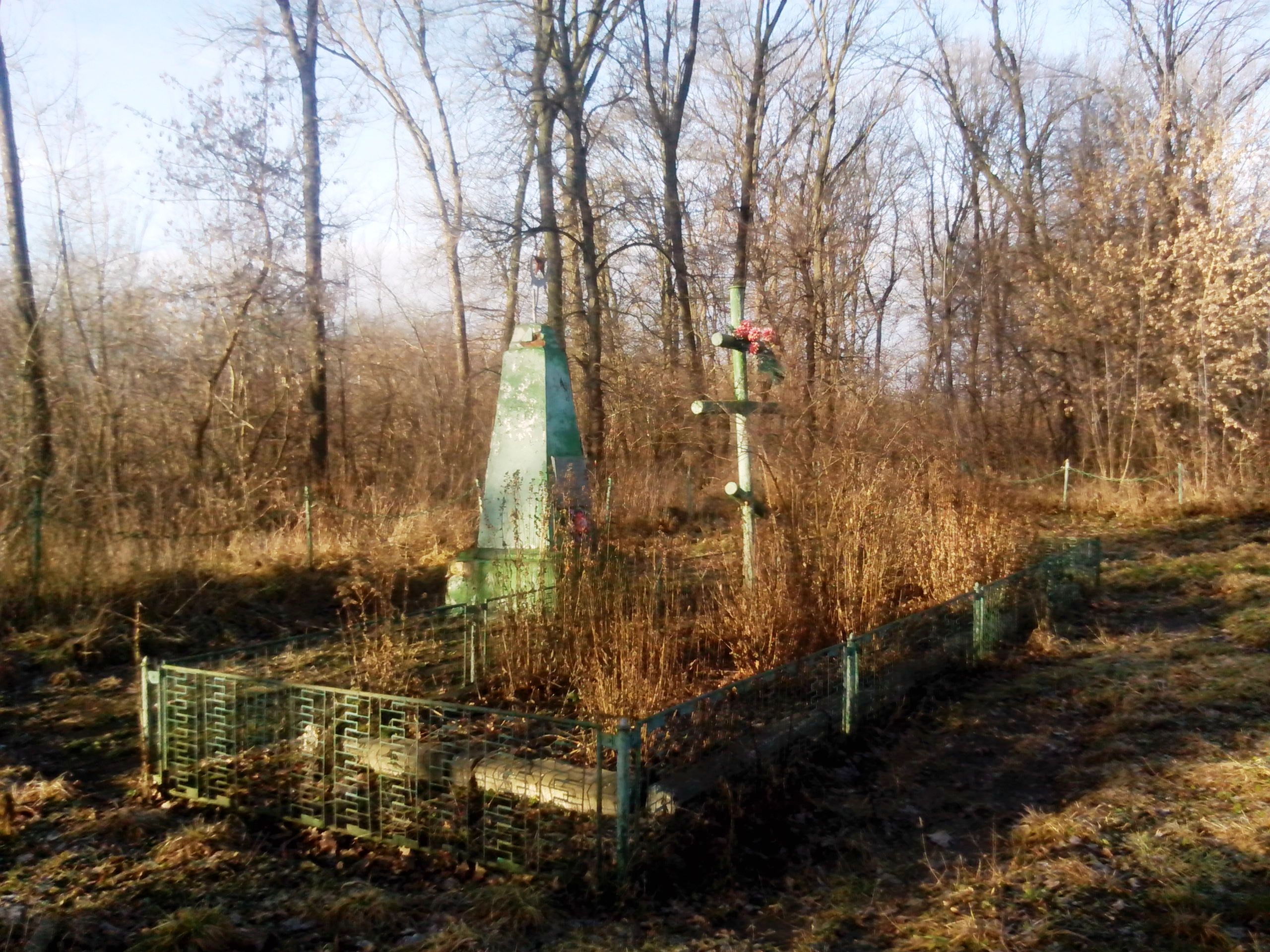
Братська могила радянських військовополонених, вул. Залізнична, 23

У селищі знаходиться братська могила радянських військовополонених, пам'ятка історії місцевого значення. У ній знаходяться тіла близько сотні неідентифікованих осіб. Пам'ятник на місці поховання виготовлено на Львівській експериментальній кераміко-скульптурній фабриці та встановлено у 1967 році.

## Особистості
Під час повномасштабного російського вторгнення загинули, захищаючи Батьківщину, лозівчани:
- Вадим Шаронов (19.02.1997 — 15.02.2023[12]), загинув у битві за Бахмут[13][14]
- Василь Сапіташ (24.07.1978 — 16.03.2023[12]). Уродженець Летичева, мешканець Лозового. Доброволець АТО, де отримав поранення. Попри інвалідність другої групи (унаслідок поранення та перенесеного інфаркту), після початку повномасштабного вторгнення пішов добровольцем до 3-ї окремої важкої механізованої бригади. Списаний після другого інфаркту, вступив до мобільного прикордонного загону. Помер унаслідок третього інфаркту[15].
- В'ячеслав Назаров (03.11.1987 — 21.03.2023[12]). Розвідник 3-ї окремої важкої механізованої бригади, загинув на Харківщині[16][17].